# Draft 1986 de la NFL
1985 1987
La draft 1986 de la NFL est la procédure par laquelle les équipes de la National Football League (NFL) sélectionnent des joueurs de football américain universitaire. La draft a lieu du 29 au 30 avril 1986 au Marriot Marquis à New York, dans l'état de New York, La ligue a également organisé une draft supplémentaire après la régulière et avant le début de la saison régulière.

## Draft
La Draft se compose de 12 tours, qui permettent 28 choix chacun (soit un par équipe en principe). L'ordre des franchises est normalement décidé pour chaque tour par leurs résultats au cours de la saison précédente : plus une équipe réussit sa saison, plus son choix de draft sera tardif, et inversement. Par exemple, les Buccaneers de Tampa Bay et les Bills de Buffalo, avec le pire bilan de la saison 1985 avec 2 victoires contre 14 défaites, obtiennent le premier choix de draft et le premier choix de chaque tour à tour de rôle. À l'inverse les Bears de Chicago, vainqueurs du Super Bowl XX et donc champions en titre, obtiennent le dernier choix de chaque tour.
Les choix de draft peuvent aussi être échangés entre les équipes, contre d'autres choix de draft ou même des joueurs, ce qui explique que certaines franchises aient plusieurs choix ou même aucun durant un tour.
Les franchises peuvent enfin recevoir des choix de compensations en fin de tour, qui permettent à des équipes ayant perdu plus de joueurs qu'ils ne pouvaient en acquérir à l'inter-saison d'effectuer une sélection supplémentaire.
Légende :
- ° : Intronisé au Pro Football Hall of Fame
- † : Joueur sélectionné pour le Pro Bowl

### 1ertour
La première sélection globale, Bo Jackson, avait annoncé aux Buccaneers qu’il refuserait de signer avec l’équipe. Les conflits avec le propriétaire de l’équipe, Hugh Culverhouse (en), se sont intensifiés après que Jackson ait été déclaré inéligible pour jouer au baseball universitaire en raison d’un voyage qu’il avait fait avec Culverhouse. Jackson est en colère, car Culverhouse lui avait assuré que la visite ne causerait aucune violation de la NCAA. Il a été dit que Jackson, qui vivait ce qu’il avait appelé sa meilleure année de baseball à l’école, avait rendu les Buccaneers nerveux et qu’en le rendant incapable de jouer au baseball, il serait obligé de se concentrer sur le football. Avant la draft 1987, les Buccaneers perdent leurs droits sur Jackson.
Les Bills de Buffalo perdent leur choix de premier tour, qu'ils ont échangé avec les Browns de Cleveland lors de la draft 1985, pour avoir sélectionné Bernie Kosar lors de la draft supplémentaire de 1985.
Les joueurs choisis au premier tour : 
| Choix | Équipe                             | Joueur                  | Position         | Université                              | Notes                         |
| ----- | ---------------------------------- | ----------------------- | ---------------- | --------------------------------------- | ----------------------------- |
| 1     | Buccaneers de Tampa Bay            | Bo Jackson †            | Running Back     | Tigers d'Auburn                         | ,                             |
| 2     | Falcons d'Atlanta                  | Tony Casillas †         | Nose tackle      | Sooners de l'Oklahoma                   | [ Note 2 ]                    |
| 3     | Oilers de Houston                  | Jim Everett (en) †      | Quarterback      | Boilermakers de Purdue                  |                               |
| 4     | Colts d'Indianapolis               | Jon Hand (en)           | Defensive end    | Crimson Tide de l'Alabama               | Saints → Colts,               |
| 5     | Cardinals de Saint-Louis           | Anthony Bell (en)       | Linebacker       | Spartans de Michigan State              |                               |
| 6     | Saints de La Nouvelle-Orléans      | Jim Dombrowski (en)     | Offensive tackle | Cavaliers de la Virginie                | Colts → Saints                |
| 7     | Chiefs de Kansas City              | Brian Jozwiak (en)      | Offensive tackle | Mountaineers de la Virginie-Occidentale |                               |
| 8     | Chargers de San Diego              | Leslie O'Neal (en) †    | Defensive end    | Cowboys d'Oklahoma State                | Vikings → Chargers,           |
| 9     | Steelers de Pittsburgh             | John Rienstra (en)      | Offensive guard  | Owls de Temple                          |                               |
| 10    | Eagles de Philadelphie             | Keith Byars (en) †      | Fullback         | Buckeyes d'Ohio State                   |                               |
| 11    | Bengals de Cincinnati              | Joe Kelly (en)          | Linebacker       | Huskies de Washington                   |                               |
| 12    | Lions de Détroit                   | Chuck Long (en)         | Quarterback      | Hawkeyes de l'Iowa                      |                               |
| 13    | Chargers de San Diego              | James Fitzpatrick (en)  | Offensive tackle | Trojans d'USC                           |                               |
| 14    | Vikings du Minnesota               | Gerald Robinson (en)    | Defensive End    | Tigers d'Auburn                         | Packers → Chargers, → Vikings |
| 15    | Seahawks de Seattle                | John L. Williams (en) † | Fullback         | Gators de la Floride                    |                               |
| 16    | Bills de Buffalo                   | Ronnie Harmon (en) †    | Running Back     | Hawkeyes de l'Iowa                      | Browns → Bills,               |
| 17    | Falcons d'Atlanta                  | Tim Green (en)          | Linebacker       | Orange de Syracuse                      | Redskins → Falcons,           |
| 18    | Cowboys de Dallas                  | Mike Sherrard (en)      | Wide receiver    | Bruins d'UCLA                           | 49ers → Cowboys,              |
| 19    | Giants de New York                 | Eric Dorsey (en)        | Defensive End    | Fighting Irish de Notre-Dame            |                               |
| 20    | Bills de Buffalo                   | Will Wolford (en) †     | Offensive Tackle | Commodores de Vanderbilt                | Cowboys → 49ers               |
| 21    | Bengals de Cincinnati              | Tim McGee (en)          | Wide Receiver    | Volunteers du Tennessee                 | Broncos → Bengals,            |
| 22    | Jets de New York                   | Mike Haight (en)        | Offensive Tackle | Hawkeyes de l'Iowa                      |                               |
| 23    | Rams de Los Angeles                | Mike Schad (en)         | Offensive Tackle | Golden Gaels de Queen's (en) (CA)       |                               |
| 24    | Raiders de Los Angeles             | Bob Buczkowski (en)     | Defensive End    | Panthers de Pittsburgh                  |                               |
| 25    | Buccaneers de Tampa Bay            | Rodercick Jones (en)    | Cornerback       | Mustangs de SMU                         | Dolphins → Buccaneers,        |
| 26    | Patriots de la Nouvelle-Angleterre | Reggie Dupard (en)      | Running Back     | Mustangs de SMU                         |                               |
| 27    | Bears de Chicago                   | Neal Anderson (en) †    | Running Back     | Gators de la Floride                    |                               |

#### Échanges1ertour
1. ↑    1. 4 Indianapolis échange ses choix de premier et troisième tours (6e et 60e) avec La Nouvelle-Orléans pour un choix de premier tour (4e).
2. ↑    1. 6 voir #4 Saints → Colts
3. ↑    1. 8 Les Chargers échangent leurs choix de premier et deuxième tours (14e et 44e) avec les Vikings pour des choix de premier et troisième tours (8e et 66e).
4. ↑    1. 14 San Diego envoie Mossy Cade (en) à Green Bay pour un choix de premier tour (14e) en 1986 et un choix conditionnel de cinquième tour en 1987 (115e).
5. ↑    1. 14 voir #8 Vikings → Chargers
6. ↑    1. 16 Buffalo envoie son choix de premier tour de la draft supplémentaire de 1985, Bernie Kosar, à Cleveland pour Chip Banks (en), remplacé par un choix de premier tour de 1985 (7e) lorsque Banks de se présente pas, un choix de troisième tour de 1985 (63e) et des choix de premier et sixième tours de 1986 (16e et 154e).
7. ↑    1. 17 Atlanta échange son choix de deuxième tour de 1985 (33e) et ses choix de deuxième et sixième tours de 1986 (30e et 141e) avec Washington pour Joe Washington, un choix de deuxième tour en 1985 (51e) et un choix de premier tour en 1986 (17e).
8. ↑    1. 18 Dallas échange ses choix de premier et cinquième tours (20e et 131e) avec San Francisco pour un choix de premier tour (18e).
9. ↑    1. 20 voir #18 49ers → Cowboys
10. ↑    1. 21 Cincinnati échange les droits sur Ricky Hunley (en) avec Denver pour des choix de premier et troisième tours (21e et 78e) en 1986 et un choix de cinquième tour en 1987 (139e).
11. ↑    1. 25 Tampa Bay envoie Hugh Green à Miami pour des choix de premier et deuxi}eme tours en 1986 (25e et 40e).

### Joueurs notables sélectionnés dans les tours suivants
| Choix | Équipe                        | Joueur                   | Position         | Université                          | Notes                    |
| ----- | ----------------------------- | ------------------------ | ---------------- | ----------------------------------- | ------------------------ |
| 31    | Saints de La Nouvelle-Orléans | Dalton Hilliard (en) †   | Running back     | Tigers de LSU                       |                          |
| 34    | Oilers de Houston             | Ernest Givins (en) †     | Wide receiver    | Cardinals de Louisville             |                          |
| 35    | Chiefs de Kansas City         | Dino Hackett (en) †      | Linebacker       | Mountaineers d'Appalachian State    |                          |
| 43    | Browns de Cleveland           | Webster Slaughter (en) † | Wide receiver    | Aztecs de San Diego State           |                          |
| 46    | Giants de New York            | Erik Howard (en) †       | Defensive tackle | Cougars de Washington State         |                          |
| 50    | Rams de Los Angeles           | Tom Newberry (en) †      | Offensive guard  | Eagles de Wisconsin–La Crosse       |                          |
| 51    | Giants de New York            | Pepper Johnson (en) †    | Linebacker       | Buckeyes d'Ohio State               | Broncos → Giants,        |
| 52    | Dolphins de Miami             | John Offerdahl (en) †    | Linebacker       | Broncos de Western Michigan         |                          |
| 57    | Saints de La Nouvelle-Orléans | Rueben Mayes (en) †      | Running back     | Cougars de Washington State         | Buccaneers → Saints,     |
| 60    | Saints de La Nouvelle-Orléans | Pat Swilling †           | Linebacker       | Yellow Jackets de Georgia Tech      | Colts → Saints           |
| 76    | 49ers de San Francisco        | John Taylor †            | Wide receiver    | Hornets de Delaware State (en)      |                          |
| 78    | Bengals de Cincinnati         | David Fulcher (en) †     | Safety           | Sun Devils d'Arizona State          | Broncos → Bengals        |
| 84    | Packers de Green Bay          | Tim Harris (en) †        | Defensive end    | Tigers de Memphis                   | Bills → Packers,         |
| 96    | 49ers de San Francisco        | Charles Haley °          | Defensive end    | Dukes de James Madison              | Browns → Rams, → 49ers,  |
| 101   | 49ers de San Francisco        | Steve Wallace (en) †     | Offensive tackle | Tigers d'Auburn                     | Redskins → Rams, → 49ers |
| 135   | Steelers de Pittsburgh        | Brent Jones (en) †       | Tight end        | Broncos de Santa Clara              | Raiders → Steelers,      |
| 146   | Redskins de Washington        | Mark Rypien †            | Quarterback      | Cougars de Washington State         | Chiefs → Redskins,       |
| 201   | Cardinals de Saint-Louis      | Ray Brown (en) †         | Offensive guard  | Red Wolves d'Arkansas State         |                          |
| 208   | Eagles de Philadelphie        | Seth Joyner †            | Linebacker       | Miners d'UTEP                       | Browns → Eagles,         |
| 233   | Eagles de Philadelphie        | Clyde Simmons †          | Defensive end    | Catamounts de Western Carolina (en) |                          |
| 247   | Dolphins de Miami             | Reyna Thompson (en) †    | Defensive back   | Bears de Baylor                     |                          |
| 254   | Cardinals de Saint-Louis      | Vai Sikahema (en) †      | Running back     | Cougars de BYU                      |                          |

#### Échanges tours suivants
1. ↑    1. 51 Les Giants envoient Mark Haynes  aux Broncos pour des choix de deuxième et sixième tours en 1986 (51e et 139e) et un choix de deuxième tour en 1987 (55e).
2. ↑    1. 57 La Nouvelle-Orléans échange David Greenwood (en) avec Tampa Bay pour un choix de troisième tour (57e).
3. ↑    1. 60 voir #4 Saints → Colts
4. ↑    1. 78 voir #21 Broncos → Bengals
5. ↑    1. 84 Green Bay échange ses choix de premier et deuxième tours (14e et 42e) de la draft 1985 avec Buffalo pour un choix de premier tour en 1985 (7e) et un choix de quatrième tour en 1986 (84e).
6. ↑    1. 96 Les Rams transfèrent les droits sur Terry Greer (en) aux Browns pour un choix de quatrième tour en 1986 (96e).
7. ↑    1. 96 Les 49ers échangent leur choix de troisième tour (71e) avec les Rams pour les droits sur Jeff Kemp (en) et deux choix de quatrième tour (96e et 101e).
8. ↑    1. 101 Les Rams envoient Dan McQuaid (en) aux Redskins pour un choix de quatrième tour (101e).
9. ↑    1. 101 voir #96 Rams → 49ers
10. ↑    1. 135 Les Steelers transfèrent Jimmy Smith aux Raiders pour un choix de cinquième tour (135e).
11. ↑    1. 146 Washington envoie Rick Donnalley (en) à Kansas City pour un choix de sixième tour (146e).
12. ↑    1. 208 Philadelphie envoie Anthony Griggs (en) à Cleveland pour un choix de huitième tour (208e).

### Draft supplémentaire
Une draft supplémentaire a lieu le 31 juillet. Pour chaque joueur sélectionné dans la draft supplémentaire, l’équipe perd son choix lors de ce tour dans la draft de la saison suivante. Les Eagles ont décidé de faire un choix de septième tour.
| Tour | Équipe                 | Joueur                | Position     | Université               | Note |
| ---- | ---------------------- | --------------------- | ------------ | ------------------------ | ---- |
| 7    | Eagles de Philadelphie | Charles Crawford (en) | Running back | Cowboys d'Oklahoma State | ,    |